# بوكيمون إمرلد
بوكيمون إمرلد (بالإنجليزية: Pokémon Emerald‎؛ باليابانية: ポケットモンスター エメラルド)، هي لعبة فيديو تقمص الأدوار من تطوير غيم فريك ومن نشر ذا بوكيمون كومباني ونينتندو، وصدرت اللعبة سنة 2004 في اليابان وبقية دول العالم في 2005، على منصة غيم بوي أدفانس.

## المواقع الخارجية
- الموقع الرسمي
- الموقع الرسمي